# 規制・制度改革に関する分科会
規制・制度改革に関する分科会（きせい・せいどかいかくにかんするぶんかかい）、略称・規制・制度改革分科会または規制改革分科会は、「行政刷新会議の設置について」（2009年9月18日閣議決定）5に基づき、規制・制度改革に関する調査を行う目的で、2010年3月11日行政刷新会議において設置された分科会。事務は内閣府にある規制・制度改革担当事務局で行われていた。
従来の規制改革会議は2010年3月での任期満了をもって、廃止された。

## 構成
分科会長は、内閣府副大臣（行政刷新担当）が務め、分科会長代理は内閣府大臣政務官（行政刷新担当）及び行政刷新会議議長が指名する者が務める。構成員は、行政刷新会議議長が指名する者とする。なお、構成員は現職国会議員がなった例もあったが、国会議員には国会法第39条に原則兼任禁止規定があり例外として「両議院一致の議決に基づき、任期中内閣行政各部における各種の委員、顧問、参与その他これらに準ずる職」とあるが、国会同意人事がないまま現職国会議員が行政刷新会議分科会構成員になったことについて違法との指摘があがった。内閣は「閣議決定により内閣府に設置されているものであり、内閣府設置法に基づく行政組織ではない」「評価者は官職に当たるものではない」と述べ、現職国会議員が行政刷新会議分科会構成員になったことについて違法ではないと述べている。
必要に応じ、特定の分野に関し調査するため、分科会にワーキンググループ（WG）を設置する。

## 概要
分科会は、①分科会の調査審議方針等、全般の運営に関する事項の審議、②分科会で取り扱う検討テーマについての調査審議・調整、の2点を行う。ワーキンググループは、①特定分野に係る検討テーマ決定、②当該テーマの調査審議・調整、の2点を行う。
2010年3月11日行政刷新会議において、グリーンイノベーションWG、ライフイノベーションWG、農業WGの3つのワーキンググループが設置された。当初の検討テーマは、規制改革会議から重要課題として引き継いだもの、ハトミミ「国民の声」に寄せられたもの、新成長戦略関連重要検討テーマとして提案されたもの、これら3つから抽出した39のテーマである。
抽出の視点は、以下の3点である。
- 国民の安心・安全を前提に、新たな民間事業者等の参入や、事業者の創意工夫の発揮を妨げているような規制・制度はないか
- 利用者の立場から見て、多様で質の高いサービスの利用を妨げているような規制・制度はないか
- 許認可や各種申請に係る書類や手続きなど、国民に過度な負担をかけ、行政の無駄や非効率を生んでいるような規制・制度はないか

当面の検討テーマは、2010年6月を目処にとりまとめ、行政刷新会議へ報告するとしている。

## ワーキンググループ

### 構成
主査は、内閣府大臣政務官（行政刷新担当）及び行政刷新会議議長が指名する者が務め、構成員は行政刷新会議議長が指名する者とする。

### グリーンイノベーションWG（環境・エネルギー分野）
- 主査
  - 田村謙治 内閣府大臣政務官
- 委員
  - 有村俊秀 上智大学経済学部准教授、同大学大学・環境と貿易研究センター長
  - 安念潤司 中央大学法科大学院教授
  - 飯田哲也 環境エネルギー政策研究所所長
  - 伊藤敏憲 UBS証券シニアアナリストマネージングディレクター
  - 柏木孝夫 東京工業大学統合研究院教授
  - 澤昭裕 21世紀政策研究所研究主幹
  - 速水享 速水林業代表
  - 村松敏弘 東京大学社会科学研究所教授
  - 目加田説子 中央大学総合政策学部教授
  - 山崎福寿 上智大学経済学部教授
  - 早稲田祐美子 弁護士

### ライフイノベーションWG（医療・介護分野）
- 主査
  - 田村謙治 内閣府大臣政務官

### 農業WG
- 主査
  - 田村謙治 内閣府大臣政務官